# Wálter Pandiani
Wálter Pandiani né le 27 avril 1976 à Montevideo en Uruguay, est un footballeur professionnel qui évoluait au poste d'avant-centre devenu entraîneur.
Il est le troisième meilleur buteur uruguayen en Ligue des Champions (12 buts en 40 matchs) derrière Luis Suárez (27 buts en 73 matchs) et Edinson Cavani (35 buts en 70 matchs).

## Biographie
International uruguayen (4 sélections), il joue à l'Osasuna Pampelune de 2007 à 2011 dans la Liga espagnole. Il est surnommé " El Rifle " , la mitraillette, en raison de ses nombreux buts inscrits lors de son séjour au CA Peñarol. 
Passé au Deportivo la Corogne, il est dès lors craint dans toute l'Europe grâce à ses capacités offensives.
Lors de la saison 2000-2001, il est ainsi le principal artisan de la remontée fantastique du Deportivo La Corogne face au Paris-Saint-Germain : mené 3 à 0 à la mi-temps le Deportivo l'emporte finalement 4 à 3, grâce notamment à 3 buts marqués par son buteur uruguayen entré en cours de jeu.
En juin 2015, Pandiani rejoint le club suisse du Lausanne-Sport qui joue en D2. Lausanne obtient la promotion en D1 au terme de la saison. Pandiani met un terme à sa carrière en juin 2016.

## Palmarès
Vainqueur de la Coupe d'Espagne en 
- 2002 avec Deportivo La Corogne,
- 2003 avec Majorque,
- 2006 avec l'Espanyol.